# Rafo Bogišić
Rafo (Rafael) Bogišić (Dubravka, 1925. március 2. – Zágráb, 2010. október 4.) horvát irodalomtörténész, kritikus, regényíró, akadémikus és egyetemi tanár volt. 

## Élete
A Dubrovnik melletti Konavléhez tartozó Dubravkában született 1925. március 2-án. A szülővárosában elvégzett általános iskola után a dubrovniki klasszikus gimnáziumba járt. Amikor a partizánok bevonultak Dubrovnikba, ő és középiskolás társai csatlakoztak hozzájuk és 53 prominens dubrovniki polgárt, köztük sok tanárt Daksa szigetére hurcoltak, ahol meggyilkolták őket. A fiatal katona ezután hosszú utat tett meg. A háborúban az Isztrián, Paznál esett át a tűzkeresztségen. Cresről az Isztria keleti partjára átkelve, már kora reggel meglepték a németeket, akik Triesztbe indulva éppen az Isztria elhagyására készültek. A heves harcokban sok német meghalt. Ezt követően este megérkeztek Labinba, ahol ismét meglepték a német csapatokat. Ezt követően Triesztbe, majd Szlovénián át Szlavóniába vonultak.
Érettségi után beiratkozott a Zágrábi Egyetem Filozófiai Karára, a horvát nyelv és irodalom, valamint az olasz nyelv és irodalom szakra. 1952-ben megszerzett diplomája után középiskolai tanár volt Dubrovnikban, ezután asszisztens az akadémia intézetében, majd a Régi Horvát Irodalom Tanszéken. 1965-ben Nikola Nalješković irodalmi munkásságáról írt disszertációjával doktorált. 1966-tól adjunktus, 1972-től egyetemi docens, 1977-től nyugdíjazásáig pedig rendes egyetemi tanár és a Régi Horvát Irodalom Tanszék vezetője volt. Két évig volt Firenzében a horvát nyelv tanára. 1977-től a Horvát Tudományos és Művészeti Akadémia Irodalomtudományi Osztályának levelező, 1991-től pedig rendes tagja.

## Munkássága
A Filozófiai Karon kívül gyakran tanított posztgraduális képzésben a zágrábi szlavisztikai iskolában, Zágrábban és Dubrovnikban. A Hvari Színházi Napok egyik alapítója és házigazdája volt, ahol 1973-tól tartott rendszeresen előadásokat. Már fiatal professzorként Dubrovnikban publikált újságokban és folyóiratokban megjelent cikkekket, és nincs komoly horvát tudományos kiadvány, amelyben ne publikált volna többször is. Tudományos érdeklődése kiterjedt a dubrovniki reneszánsz irodalomtól a régi horvát irodalom egész területére, és az írott kultúráta a középkortól napjainkig. Szinte nincs is a régi horvát irodalomnak olyan jelentős írója, akiről Rafo Bogišić ne írt volna szakmai és tudományos értekezést. Különösen azoknak az íróknak szentelte magát, akik az teljes programot képeztek a horvát irodalmi örökségben: Džore és Marin Držić, Nikola Nalješković, Marko Marulić, Ivan Gundulić.
Különösen a horvát pasztoráció kialakulását, növekedését és eredményeit kutatta, amelyet külön monográfiában tett közzé. A horvát felvilágosodás irodalmát nevezetes „Povijesti hrvatske književnosti” című horvát irodalomtörténetében dolgozta fel aprólékosan. A horvát irodalom öt évszázada című híres antológiai sorozathoz három vers- és prózagyűjtemény-könyvet készített: a 15-18. századból, valamint külön könyveket Nalješković, Benetović és Palmotić műveiből. Munkásságával Miroslav Šicel, Fran Čal, Stanko Lasić és Radoslav Katičić mellett bekerült a horvát írásos kultúra csúcsát jelentő horvát írók körébe. A régi és újabb korszakok horvát költészetnek szentelt „Leut i trublja” antológiája több alkalommal jelent meg. 1969-ben „O hrvatskim starim pjesnicima” című könyvéért megkapta az Ivan Goran Kovačić irodalmi díjat.

## Fő művei
- O hrvatskim starim pjesnicima, Matica hrvatska, Zagreb 1968.;
- Pastorala u hrvatskoj književnosti (1971.)
- Leut i trublja, Školska knjiga, Zagreb 1971.;
- Nikola Nalješković, Rad JAZU, br. 357., Zagreb 1971.;
- Na izvorima, Čakavski sabor, Split 1976.;
- Književne rasprave i eseji, Čakavski sabor, Split 1979.;
- Riječ književna stoljećima, Školska knjiga, Zagreb 1982.;
- Akademija „Složnih” („Dei concordi”) u Dubrovniku 16. stoljeća, Hrvatsko filološko društvo, Zagreb 1986.;
- Marin Držić u književnim krugovima, JAZU, Zagreb 1986.;
- Mladi dani Marina Držića, Mladost, Zagreb 1987.;
- Tragovima starih, Književni krug, Split 1987.;
- Humanizam u sjevernoj Hrvatskoj, JAZU, Varaždin 1988.;
- Hrvatska pastorala, Zagreb 1989.;
- Tisuću života, jedan put, Izdavački centar Rijeka, Rijeka 1991.;
- Dnevnik Vladike Deše, Naprijed, Zagreb 1993.;
- Marin Držić sam na putu, HAZU, Zagreb 1996.;
- Zrcalo duhovno: književne studije, Hrvatska sveučilišna naklada, Zagreb 1997.;
- Vila Hrvatica – antologija hrvatskoga pjesništva humanizma i renesanse, Alfa, Zagreb 1998.

## Fordítás
Ez a szócikk részben vagy egészben  a   Rafo Bogišić című horvát Wikipédia-szócikk fordításán alapul.  Az eredeti cikk szerkesztőit annak laptörténete sorolja fel. Ez a jelzés csupán a megfogalmazás eredetét és a szerzői jogokat jelzi, nem szolgál a cikkben szereplő információk forrásmegjelöléseként.